# (33857) 2000 HU74
2000 HU74 (asteroide 33857) é um asteroide da cintura principal. Possui uma excentricidade de 0.20458070 e uma inclinação de 2.27110º.
Este asteroide foi descoberto no dia 27 de abril de 2000 por LINEAR em Socorro.